# Ārjo
Ārjo är ett berg i Etiopien.   Det ligger i regionen Oromia, i den centrala delen av landet, 250 km väster om huvudstaden Addis Abeba. Toppen på Ārjo är 2 602 meter över havet.
Terrängen runt Ārjo är huvudsakligen kuperad, men söderut är den bergig. Ārjo är den högsta punkten i trakten. Runt Ārjo är det ganska tätbefolkat, med 108 invånare per kvadratkilometer. I omgivningarna runt Ārjo växer huvudsakligen savannskog.